# Gouvernement de Iturbide
Cet article présente la composition du gouvernement mexicain sous l'empereur Augustin Ier, il est l'ensemble des ministres du gouvernement monarchiste constitutionnel du Mexique. Il est ici présenté dans l'ordre protocolaire. Actuellement les membres du gouvernement exécutif du Mexique ne prennent pas le titre de ministre mais celui de secrétaire.

## Liste de ministres
- Ministre des Relations Extérieures et Intérieures du Mexique
  - (1822-1823): José Manuel de Herrera
  - (1823-1823): Andrés Quintana Roo
  - (1823-1823): José Cecilio del Valle
- Ministre de la Justice et des Affaires Ecclésiastiques du Mexique
  - (1822-1823): José Domínguez Manzo
  - (1823-1823): Juan Gómez Navarrete
- Ministre de la Guerre et de la Marine du Mexique
  - (1822-1822): Antonio Medina y Miranda
  - (1822-1823): Manuel de la Rosa Soto y Riva
  - (1823-1823): Francisco Arrillaga
- Ministre des Finances du Mexique
  - (1822-1823): Rafael Pérez Maldonado
  - (1823-1823): Antonio Medina y Miranda
- Président du Conseil des Ministres du Mexique
  - (1822-1823): José Manuel de Herrera
  - (1823-1823): José Cecilio del Valle